# Volîțea, Borodeanka
Volîțea (în ucraineană Волиця) este un sat în comuna Kacealî din raionul Borodeanka, regiunea Kiev, Ucraina.

## Demografie
Componența lingvistică a localității Volîțea
     Ucraineană (100%)
Conform recensământului din 2001, toată populația localității Volîțea era vorbitoare de ucraineană (100%).